# Furacão Ophelia (2017)
O Furacão Ophelia (conhecido como Tempestade Ophelia na Irlanda e Reino Unido, enquanto tempestade extratropical) foi o maior furacão do Atlântico oriental em registro, caracterizando-se como o décimo furacão consecutivo e o sexto maior da temporada de furacões no Atlântico de 2017. Sua origem se deu por fatores não tropicais devido a uma frente fria em formação no dia 6 de outubro de 2017. Localizando-se dentro de um ambiente favorável, a tempestade se fortaleceu continuamente nos dois dias seguintes, a deriva do norte de pois para o sudeste, antes de se tornar furacão em 11 de outubro de 2017. Depois de se tornar furacão em categoria 2 e mudar de intensidade em um dia, Ophelia se intensificou em 14 de outubro de 2017 na região de Açores, causando fortes chuvas e fortes ventos na região. Pouco depois de atingir o pico, enfraqueceu-se ao acelerar para o norte da Grã-Bretanha e Irlanda. Em 16 de outubro, fez uma transição para tempestade extratropical no Reino Unido e Irlanda. Em 17 de outubro de 2017, o ciclone atravessou o Mar do Norte e atingiu o oeste da Noruega, com rajadas de vento de até 70 quilômetros por hora (43 nós) em Rogaland. Foi um ciclone extratropical fraco que afetou a Rússia, depois de ter atravessado a Noruega, Suécia e Finlândia.
A partir de 19 de outubro de 2017, a catástrofe causou pelo menos 50 mortes. 47 destas foram causadas pelo furacão devido a incêndios na Península Ibérica. De três mortes diretas, todas ocorridas na Irlanda, um homem e uma mulher foram mortos distintamente após a caída de uma árvore nos carros das vítimas. Outro homem foi morto enquanto cortava uma árvore com motosserra que bloqueava uma estrada. O dano foi estimado em US$ 1,18 bilhão de dólares, tornando-se uma das tempestades mais catastróficas já registradas no Reino Unido e Irlanda.

## Histórico meteorológico

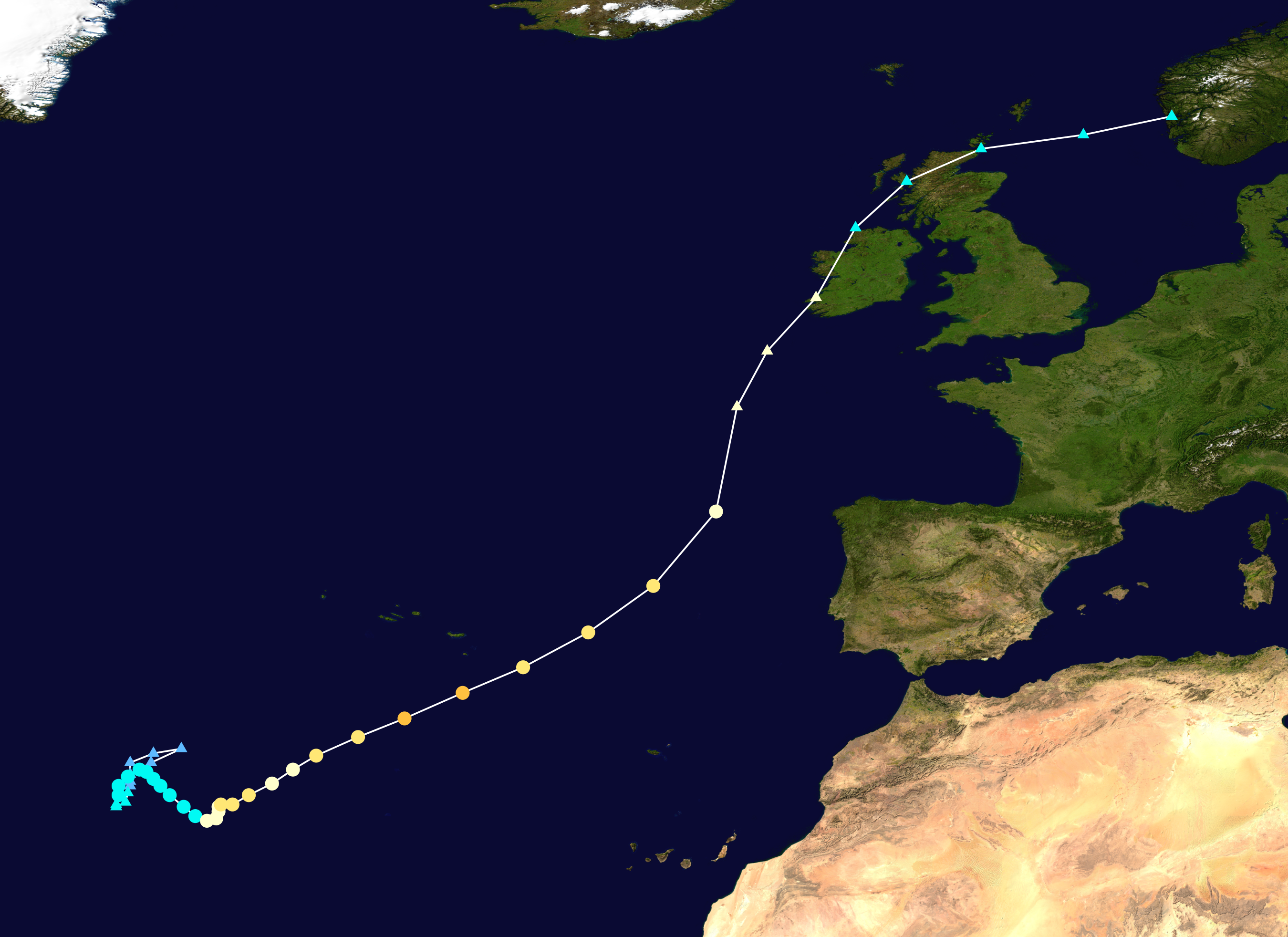
Mapa traçando o caminho e a intensidade da tempestade, de acordo com a escala de furacões de Saffir-Simpson

Em 6 de outubro de 2017, o Centro Nacional de Furacões dos Estados Unidos começou a monitorar o final da cauda de uma frente fria em decomposições para o possível surgimento de uma ciclogênese tropical ou subtropical. No mesmo dia, uma circulação de ar se desenvolveu. Logo depois, uma ciclogênese não-tropical derivou para o sudeste antes de se tornar estacionária. O sistema de ar aderiu características subtropicais no dia seguinte, e as chances da formação de uma ciclogênese aumentaram. Após uma perda na convecção do ar, continuou a organizar-se com constância e desenvolveu um centro de circulação bem definido em 9 de outubro, no momento em que a convecção atingia o centro. Às 9 horas (UTC), surgiu uma depressão tropical intitulada Depressão Tropical Dezessete com cerca de 1 410 km a oeste-sudeste do arquipélago dos Açores.

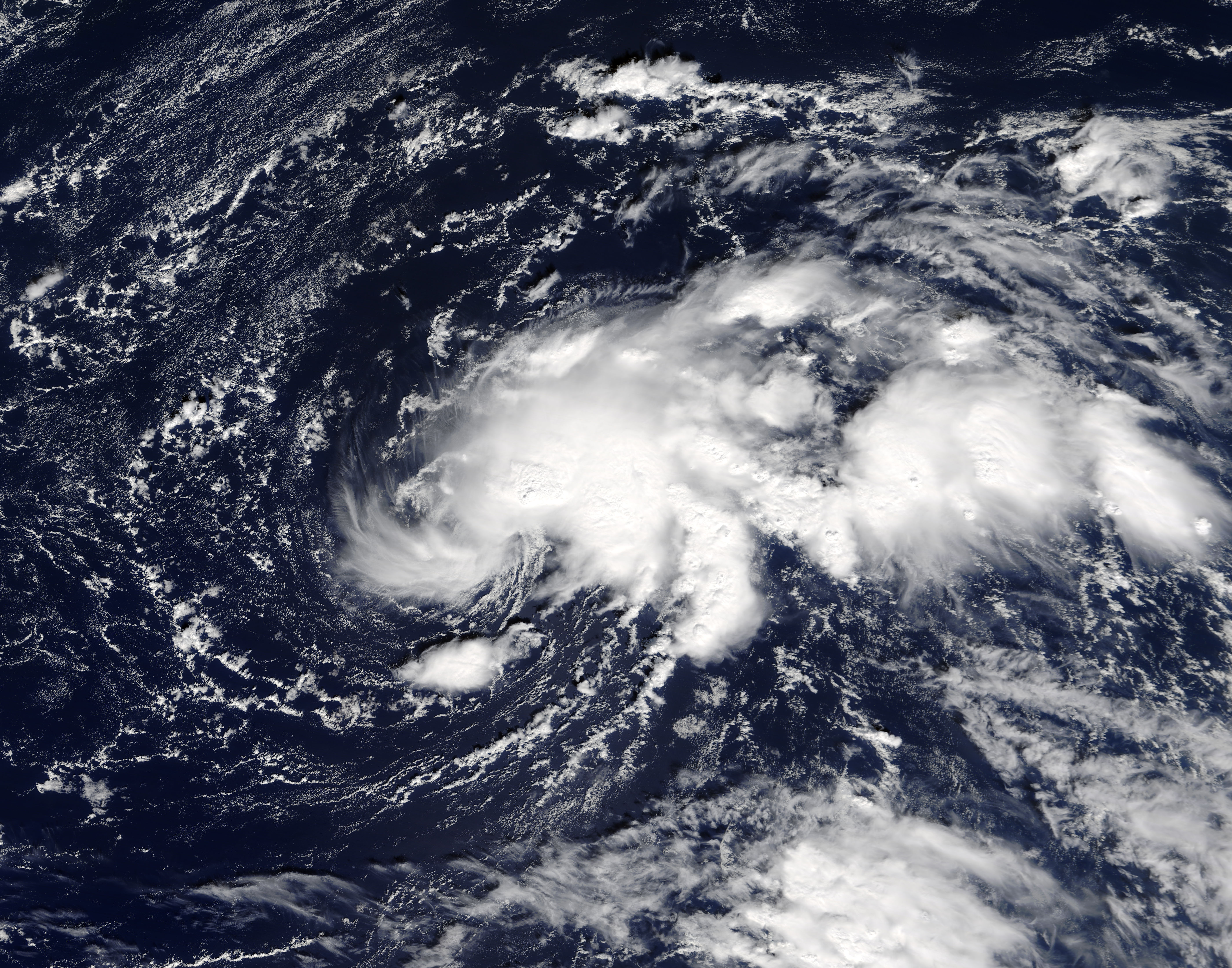
Depressão Tropical Dezessete em formação no Oceano Atlântico em 9 de outubro

Apesar das temperaturas superficiais quentes da superfície do mar, com cerca de 26 graus Celsius, os efeitos da temperatura abaixo da média em relação ao vento permitiram com que Ophelia se fortalecesse. Isso gerou, com maior proeminência, uma flutuação do vento para o norte, com correntes de vento. O grande contraste entre as temperaturas causou instabilidade no furacão e o deu mais força, apesar de estar acima das áreas mediamente mornas. Uma pequena degradação da estrutura da tempestade resultou no enfraquecimento da catástrofe em 11 de outubro. Atualizou-se, às 21 horas (UTC), que Ophelia tinha se tornado o décimo furacão consecutivo durante a temporada de furacões de 2017. Ao atingir uma constância quase estacionária, intensificou-se em um furacão de categoria 2 na escala Saffir-Simpson em 12 de outubro, à medida em que o centro se tornava mais denso, nublado e mais definido.
De modo ligeiro, o furacão enfraqueceu-se à medida que houve aquecimento das nuvens, fortalecendo o olho. Causou, posteriormente, maior definição e as partes superiores das nuvens que o formaram sofreram arrefecimento após o deslocamento para o nordeste. O Centro Nacional de Furacões mudou as informações da tempestade para um grande furacão de categoria 3 ou superior, às 15 horas (UTC) de 14 de outubro. Momentos depois da atualização, sua intensidade atingiu ventos de até 185 km/h e uma pressão mínima de 960 nós, localizando-se a 375 km do sudeste dos Açores. Houve cisalhamento e surgimento de ar seco após o pico de intensidade. Em 15 de outubro, o furacão voltou a enfraquecer devido a sua transição para tempestade extratropical. Às 3 horas (UTC) do dia seguinte, classificou-se o furacão como tempestade extratropical.

## Preparação e impacto

### Açores
O Instituto Português do Mar e Atmosfera emitiu alertas de nível vermelho para as chuvas fortes que aconteciam no Arquipélago dos Açores, mais precisamente as ilhas de São Miguel e Santa Maria, a 14 de outubro, das 17 horas e 59 minutos (UTC) às 23 horas e 59 minutos (UTC). Posteriormente, emitiram-se alertas de nível amarelo e vermelho para as ilhas de Terceira, Graciosa, São Jorge, Pico e Faial. O presidente do Serviço Regional de Proteção Civil e Bombeiros dos Açores, o tenente-coronel Carlos Neves, anunciou que não houve danos sérios. No entanto, os ventos fortes da tempestade derrubaram quatro árvores em São Miguel, três no concelho de Ponta Delgada e uma árvore no concelho da Povoação. Além disso, houve registo de algumas inundações e derrocadas.

### Península Ibérica

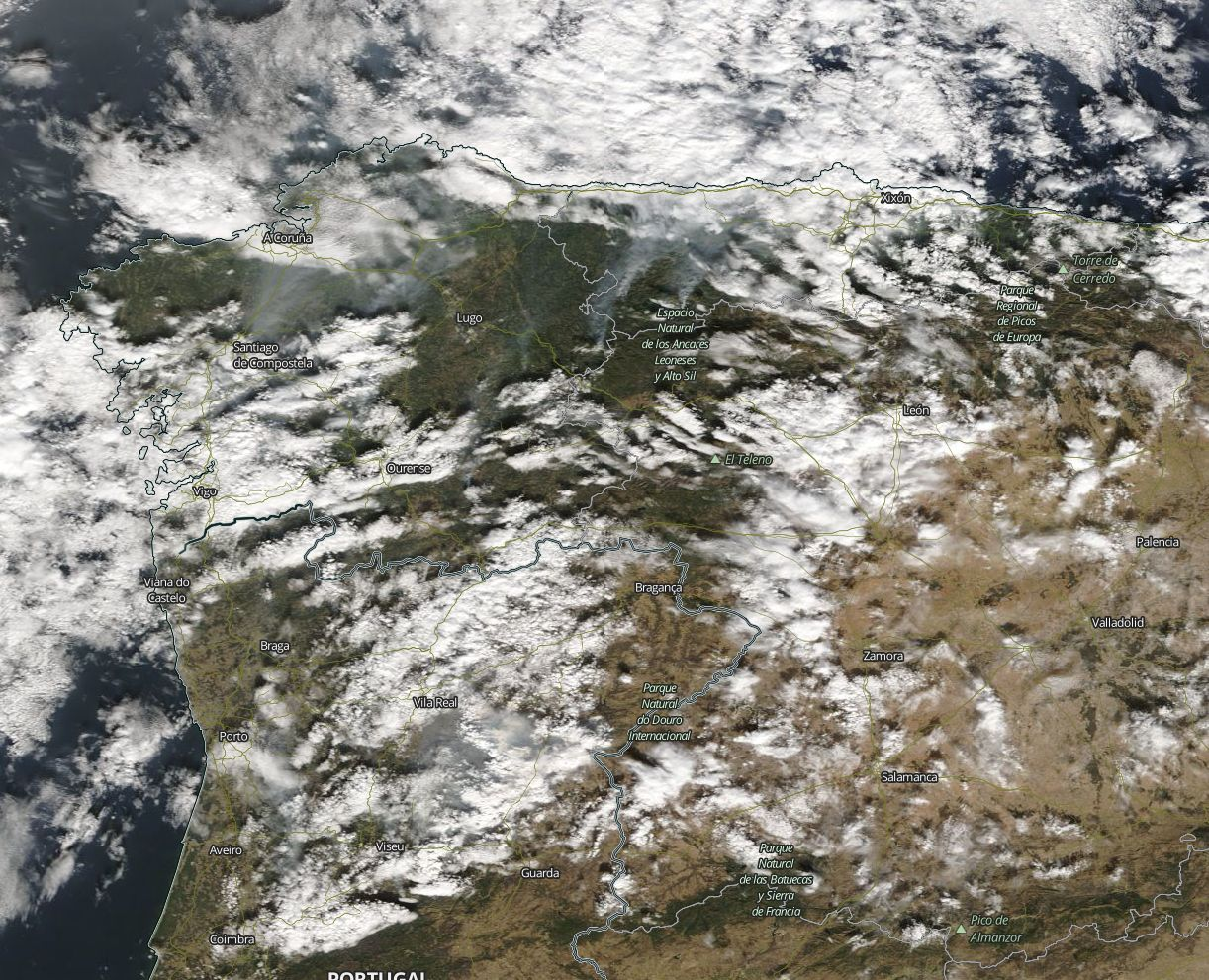
Imagem de satélite representando a fumaça dos incêndios do norte de Portugal e do noroeste da Espanha em 15 de outubro, antes da chegada do Furacão Ophelia

A partir de 15 de outubro de 2017, os ventos do furacão Ophelia provocaram a propagação dos incêndios florestais em Portugal e Espanha. Os incêndios ceifaram a vida de pelo menos 47 pessoas, 43 em Portugal e 4 na Espanha. Apesar do trabalho árduo de 4 mil bombeiros na região portuguesa, dezenas de pessoas ficaram feridas por conta dos mais de 150 incêndios registados.

### Irlanda

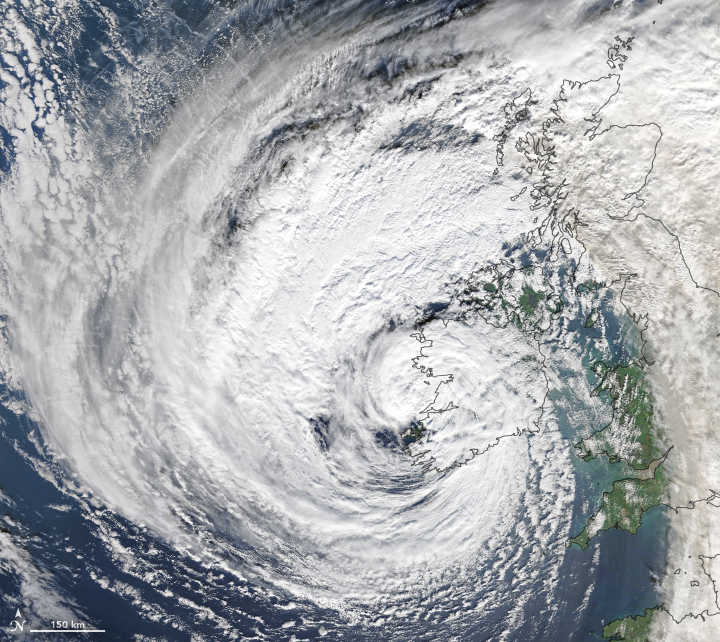
Desenvolvimento do ciclone extratropical na Irlanda em 16 de outubro

O Serviço Nacional de Meteorologia da Irlanda, Met Éireann, informou, em 12 de outubro, que a tempestade chegaria na região irlandesa. Em 14 de outubro, emitiu-se um aviso de nível vermelho devido ao aumento da categoria da tempestade O aviso foi feito com antecedência de 48 horas, mas sem nenhum precedente. Em 15 de outubro, o Centro Nacional de Coordenação de Emergências e o Met Éireann se reuniram para dar assistência ao público em relação à tempestade extratropical que atingiria o país. Às 20 horas e 15 minutos (UTC) de 15 de outubro, o alerta de nível vermelho foi repassado para toda a Irlanda e cessaram-se as aulas.
O Departamento de Educação e Habilidades confirmou que todas as creches, escolas primárias e secundárias seriam fechadas em 16 e 17 de outubro. Outros serviços públicos foram cessados, como os serviços tribunais, a Universidade de Limerick e o Instituto de Tecnologia de Waterford. A empresa de viação área Aer Lingus confirmou que uma série de cerca de 50 voos do Aeroporto de Cork e do Aeroporto de Shannon seriam cancelados. Os transportes públicos foram cessado, incluindo viagens de ônibus, trens e ferrovias. Os ônibus escolares pararam de funcionar após a emissão do alerta de nível vermelho, afetando as regiões de Wexford, Waterford, Cork, Kerry, Clare, Mayo e Galway. O Departamento de Habitação, Planejamento e Governo Local pediram que os cidadãos não realizassem nenhuma viagem sem urgência, reiterando o risco potencial preocupante para a vida das pessoas.
No dia 16 de outubro, registraram-se 191 km/h de rajadas de vento na região do condado de Cork, tornando-se as maiores velocidades já atingida na Irlanda. A velocidade do vento sustentou, durante 10 minutos, 111 km/h, com rajadas de até 115 km/h nas regiões de Roches Point e Cork. A companhia de eletricidade irlandesa ESB Group anunciou que mais de 360 mil clientes estavam sem energia por conta da tempestade. Um homem em Dundalk e uma mulher em Aglish morreram após a caída de uma árvore em seus carros. No Condado de Tipperary, um homem morreu após cortar uma árvore com motosserra durante a tempestade. Em 17 de outubro, estimava-se que o furacão havia causado danos de até US$ 1,18 bilhão na Irlanda.

### Reino Unido

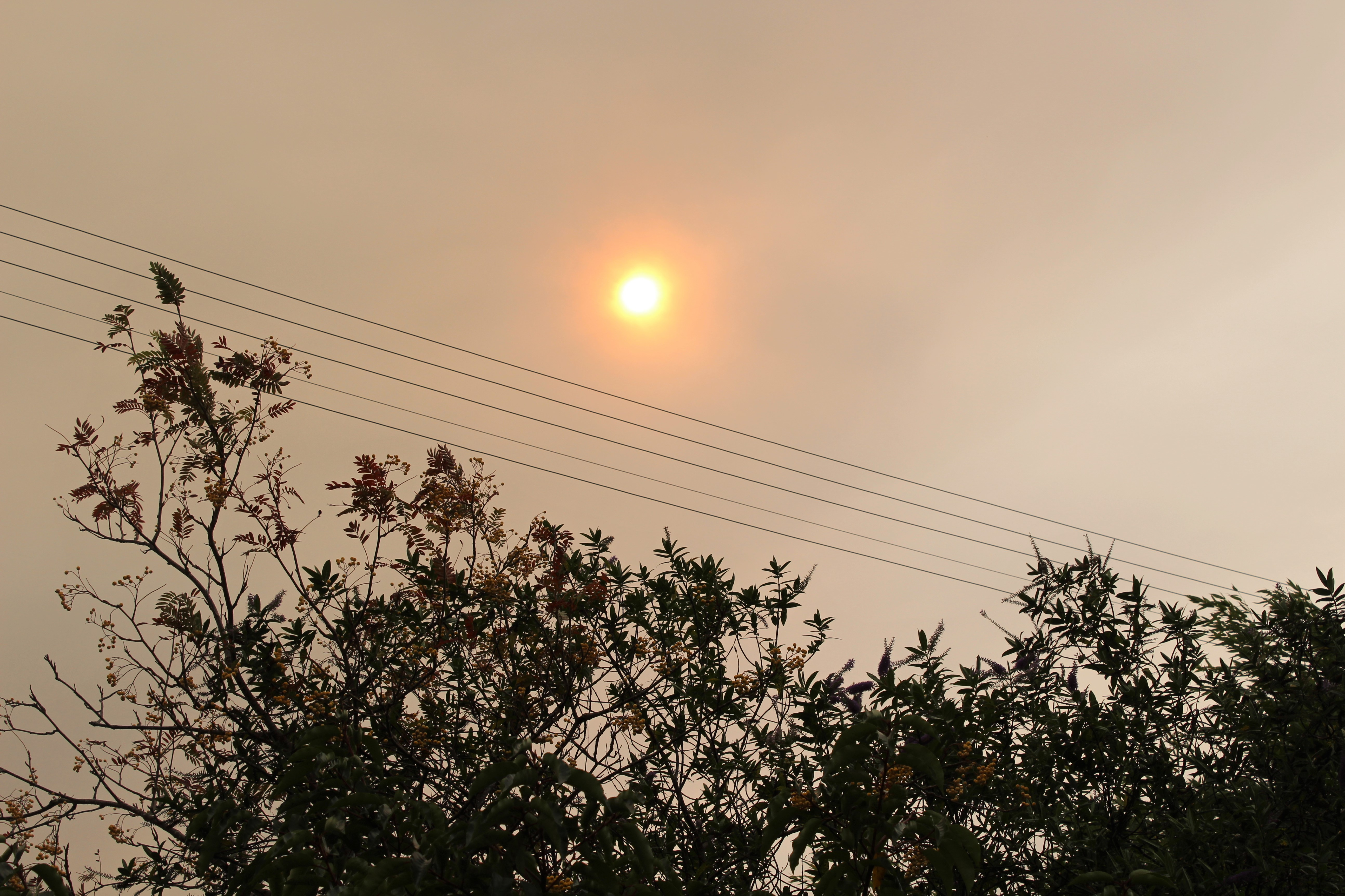
Poeira e fumaça do deserto do Saara no Reino Unido em 16 de outubro

O serviço nacional de meteorologia do Reino Unido, Met Office, emitiu as primeiras advertências de cunho severo acerca do furacão em 12 de outubro. O aviso meteorológico recebeu status de nível amarelo, devido a presença na região da Irlanda do Norte, Inglaterra, País de Gales, o sudoeste da Inglaterra e o sul e o este da Escócia, entre as 12 horas (GMT) às 23 horas e 55 minutos (GMT) de 15 de outubro. Em 13 de outubro, emitiu-se um novo aviso para o sul da Escócia, Irlanda do Norte e o norte da Inglaterra, entre 00 horas e 5 minutos (BST) e 15 horas (BST) de 17 de outubro.
A chegada do Ohpelia levou poeira do deserto do Saara para o Reino Unido, dando um tom amarelo ao céu e uma aparência vermelha ao sol. Na região de Devon, registrou-se um cheiro estranho de "queimado", posteriormente atribuído ao pó e fumaça dos incêndios florestais de Portugal e Espanha. Os ventos de até 115 km/h foram observados em Orlock Head e no Condado de Down. Aproximadamente 50 mil famílias perderam a eletricidade em suas casas na Irlanda do Norte. Os pedidos de seguro na Irlanda do Norte, País de Gales e Escócia estão estimados entre 5 a 10 milhões de libras esterlinas, equivalente a US$ 13,2 milhões.

## Ocorrência e aquecimento global
Nota-se que os anos de 1878, 1887 e 1893 também presenciaram dez furacões consecutivos. No entanto, os dados não são confiáveis devido a possível perda do registro de tempestades tropicais. Por outro lado, o climatólogo Reindert Haarsma, do Instituto Royal de Meteorologia dos Países Baixos, disse que as mudanças climáticas provavelmente levarão a Europa a passar por mais furacões semelhantes ao Ophelia, à medida em que as águas oceânicas se aqueçam.